# Suore francescane della Presentazione di Maria
Le Suore francescane della Presentazione di Maria (in inglese Franciscan Sisters of the Presentation of Mary; sigla F.P.M.) sono un istituto religioso femminile di diritto pontificio.

## Storia
La congregazione fu fondata a Karumathampatti dal sacerdote Joseph-Louis Ravel, delle missioni estere di Parigi: il 21 novembre 1853 Ravel accettò la prima postulante, dando inizio all'istituto.
La casa-madre fu trasferita da Karumathampatti a Coimbatore nel 1859; l'istituto e le sue costituzioni furono approvate nel 1926.

## Attività e diffusione
Le suore si dedicano all'educazione della gioventù, alla cura di orfani e malati, alle opere sociali e al lavoro missionario.
Oltre che in India, sono presenti in Francia, Italia e Zambia; la sede generalizia è a Coimbatore.
Alla fine del 2015 l'istituto contava 842 religiose in 145 case.